# Françoise Dastur
Françoise Dastur (Lyon, 17 de abril de  1942) es una filósofa y traductora francesa.

## Biografía
Françoise Dastur enseñó en la Universidad de París I Panthéon-Sorbonne (Sorbona) de 1969 a 1995, en la Universidad de París XII (UPEC) en 1995 y en la Universidad de Niza Sophia Antipolis de 1999 a 2003. Es profesora emérita de la Universidad de Niza Sophia-Antipolis, adjunta en el Archivo Husserl de París (ENS).
Su trabajo se centra especialmente en la fenomenología alemana y francesa, el análisis Dasein y la interpretación de Hölderlin. Ha publicado numerosas labores y artículos, sobre todo sobre Edmund Husserl, Martin Heidegger, Maurice Merleau-Ponty, Jacques Derrida, Paul Ricœur y Hans Georg Gadamer.

## Publicaciones principales
- Heidegger et la question du temps, PUF, « Philosophies », número 26, Paris, 1990 ; tercera edición, 1999.
- Hölderlin, tragédie et modernité, Encre Marine, Fougères, 1992.
- Dire le temps. Esquisse d’une chrono-logie phénoménologique, Encre Marine, Fougères, 1994, décima edición (Encre Marine, libro de bolsillo), 2002.
- La Mort. Essai sur la finitude, Hatier, Paris, 1994.
- Husserl, Des mathématiques à l’histoire, PUF, collection « Philosophies », número 60, Paris, 1995, décima  edición, 1999.
- Hölderlin. Le retournement natal, Encre Marine, Fougères, La Versanne, 1997.
- Comment vivre avec la mort ?, Éditions Pleins feux, Nantes, 1998.
- Chair et langage. Essais sur Merleau-Ponty, Encre Marine, 2001.
- Heidegger et la question anthropologique, Peeters, Leuven, 2003.
- Philosophie et Différence, Éditions de La Transparence, 2004.
- La phénoménologie en questions : Langage, altérité, temporalité, finitude, Vrin, Paris, 2004.
- À la naissance des choses : Art, poésie et philosophie, Encre Marine, 2005.
- Comment affronter la mort ?, Bayard, Paris, 2005.
- La Mort. Essai sur la finitude, PUF, Paris, 2007.
- Heidegger. La question du logos, Vrin, Paris, 2007.
- Daseinsanalyse (avec Ph. Cabestan), Vrin, Paris, 2011.
- Heidegger et la pensée à venir, Vrin, Paris, 2011.
- Penser ce qui advient, coll. "les Dialogues des petits Platons", Les petits Platons, Paris, 2015.
- Figures du néant et de la négation entre orient et occident, Encre Marine, Paris, 2018.

## Traducciones
- Friedrich Nietzsche, Introducción a los cursos sobre el Œdipe-Rey de Sófocles (verano 1870); Introducción al estudio de la filología clásica (curso del verano 1871) (con Michel Haar), Tinta Marina, Fougères, La Versanne, 1994.
- Eugen Fink, Otras redacciones de las "Meditaciones cartesianas" (con TIENE. Montavont), J. Millon, Grenoble, 1998.
- Edmund Husserl, Psicología fenomenológica (con Ph. Cabestan, N. Depraz, TIENE. Mazzu), Vrin, París, 2001.
- Ludwig Wittgenstein, Investigaciones filosóficas (con Maurice Elie), Gallimard, París, 2005.
- Medard Boss, psicoanálisis y análisis del Dasein (con Ph. Cabestan), Vrin, París, 2008.

## Artículos y contribuciones
- Ver su bibliographie completa sobre el website del ENS.